# Парк птиц (Исфахан)

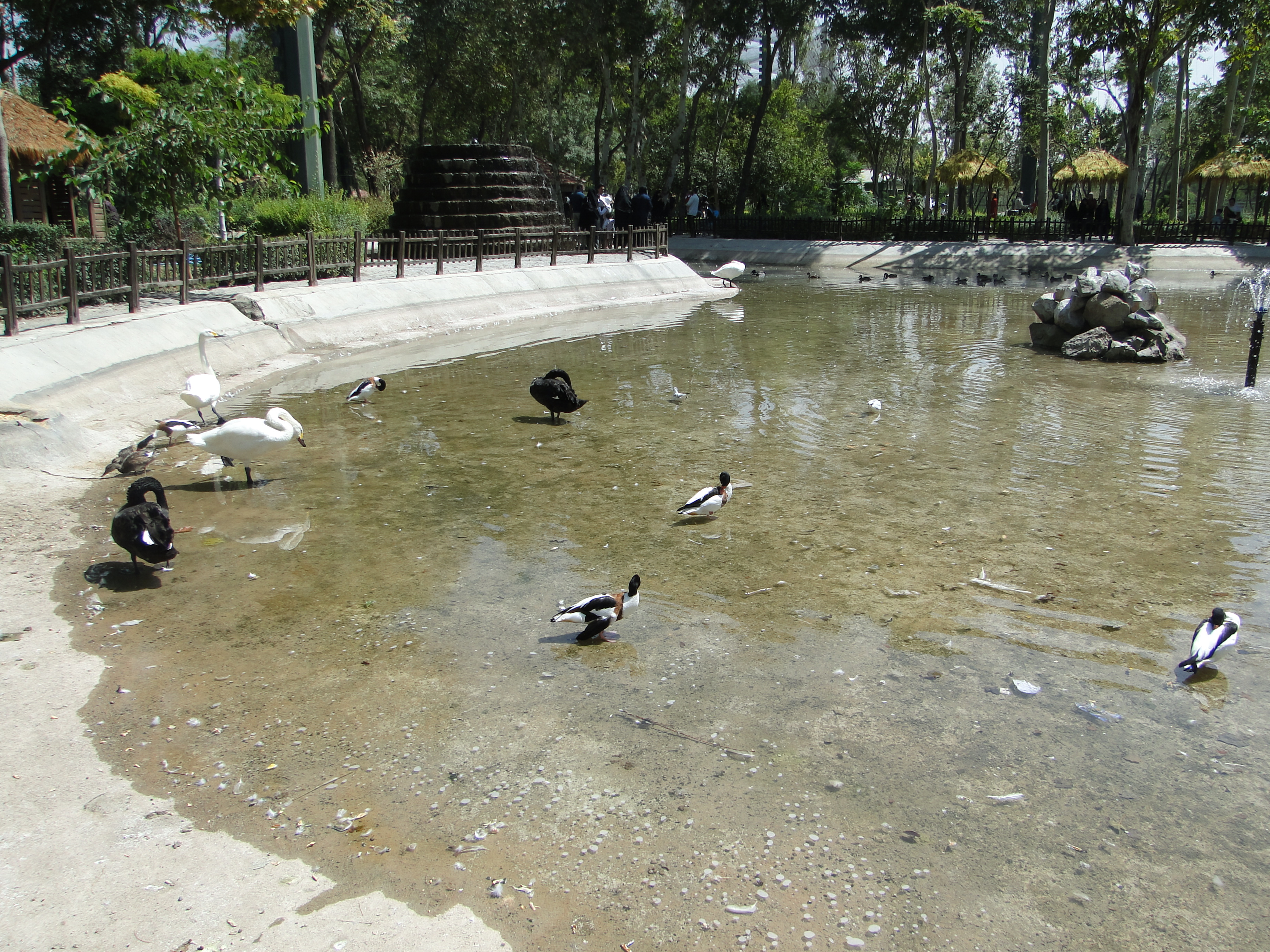

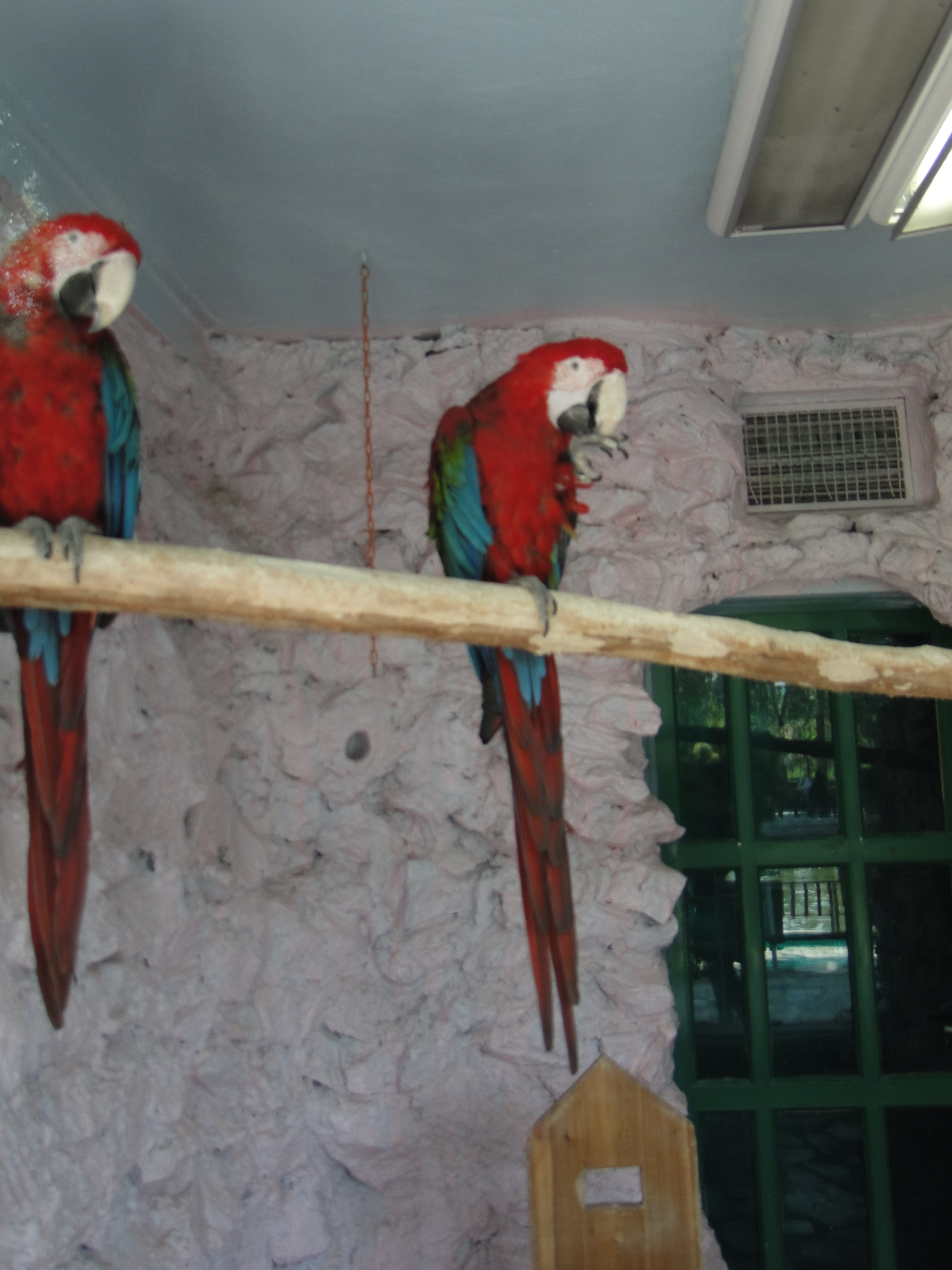

Парк птиц (город Исфахан) (перс. باغ پرندگان اصفهان‎, Baghe Parandegan Isfahan) — парк птиц или как его ещё называют Сад птиц — это живописное место отдыха на берегу реки Зайендеруд в Исфахане (Иран) на территории природного парка Наджаван, общая площадь которого составляет 55 000 квадратных метров. Из них 17 000 квадратных метров отдано непосредственно под Сад птиц. Здесь птицы свободно перемещаются по территории, купаются в искусственных озерах — все, кроме хищников, которые находятся за заграждениями.

## История
Парк был основан в 1998 году при поддержке мэрии города Исфахана.

## Обитатели
Здесь обитает более 4 000 особей из 130 видов как из Ирана, так и ввезённых из Австралии, Танзании, Индонезии, Китая и других стран мира: разноцветные попугаи, фазаны, павлины, пеликаны, туканы, совы, ястребы, фламинго и многие другие. Крылья у птиц не подрезаны. Одной из достопримечательностей парка можно считать белых павлинов.
На территории также располагается серпентарий, где можно увидеть многие виды пресмыкающихся.

## Посещение парка
Данный сад — одно из самых посещаемых и пейзажных мест Исфахана. Здесь любят проводить время местные жители и туристы из других регионов. Это прекрасное место как для отдыха с детьми, так и для знакомства с различными видами флоры и фауны. Иностранных туристов бывает мало — во многом по причине недостаточного количества информации в путеводителях и турагентствах.

## Условия для проживания питомцев
Сотрудниками парка соблюдаются все условия для правильного и комфортного проживания питомцев. Здесь имеются:
- пруды для болотных птиц, таких как утки, фламинго, пеликаны;
- «парниковые» оранжереи-клетки для теплолюбивых птиц, в которых содержатся, например, попугаи;
- металлические вольеры для хищных птиц, где можно встретить орлов, сов, ястребов и др.;
- скалистые утёсы (располагаются в восточной части парка) и пустынные сектора, например, для перепелов;
- зелёные лесные насаждения, где прогуливаются павлины, фазаны.

Сад огорожен по периметру 16 передвижными металлическими колоннами высотой 25-32 метра с натянутой сеткой, препятствующей полету птиц за пределы парка. На территории животные могут передвигаться практически без ограничений.

## Научные исследования
Сад птиц функционирует не только как парк отдыха, но также представляет собой научно-исследовательскую и образовательную базу, включающую в себя следующие специальные подразделения:
- Инкубатор;
- Блок питания;
- Медицинский блок;
- Карантинный блок;
- Таксидермический блок.

Проводятся дезинфекция и санация всех секторов сада. Птицы ежемесячно вакцинируются против болезни Ньюкасла.

## Адрес и часы работы
Месторасположение: Исфахан, площадь Сохреварди, улица Алефат (левый берег реки Зайендеруд, 5,5 км от моста Си-о-Се Поль).
Часы работы: ежедневно, с 08.00 до 18.00.

## Галерея

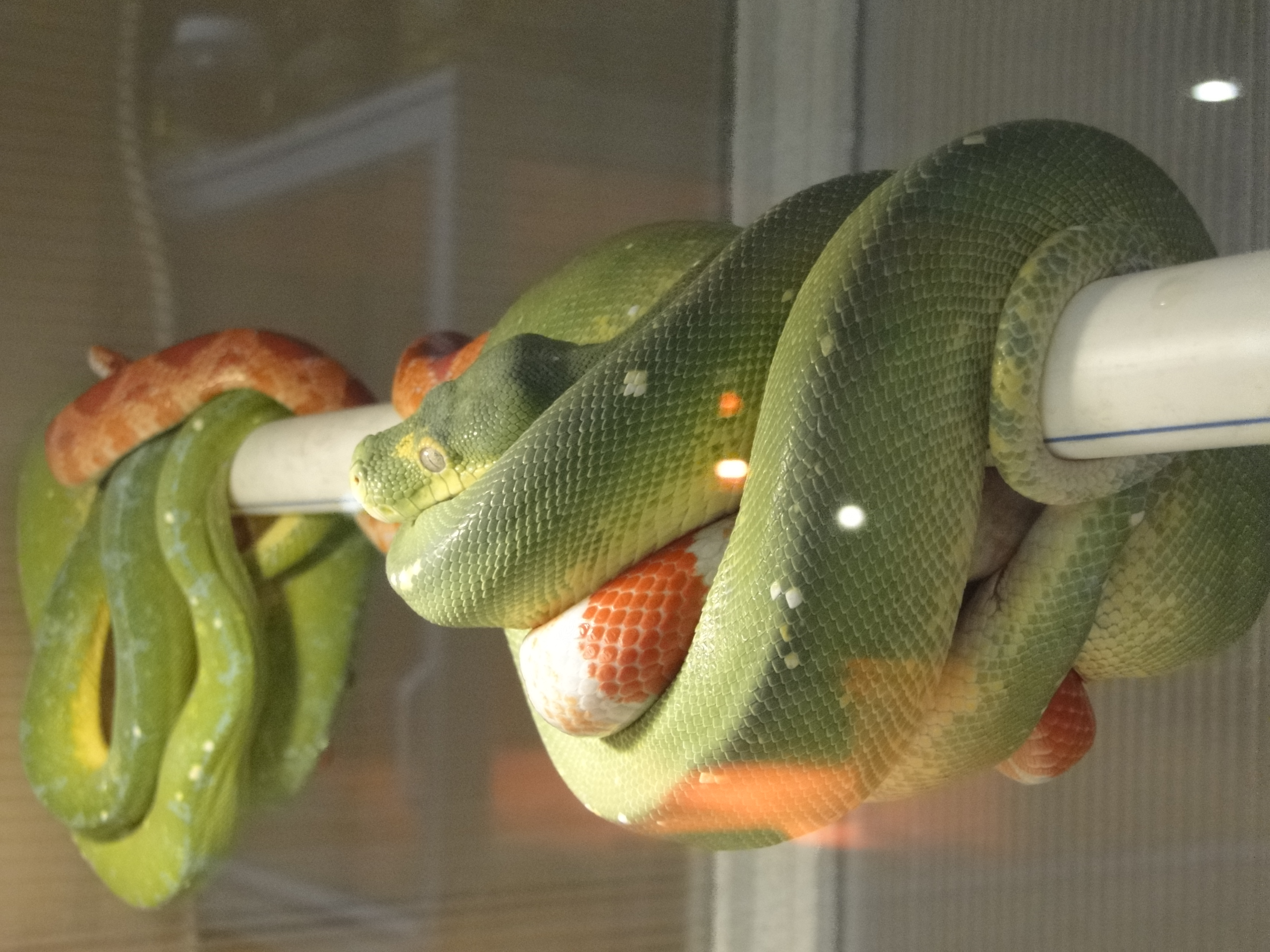
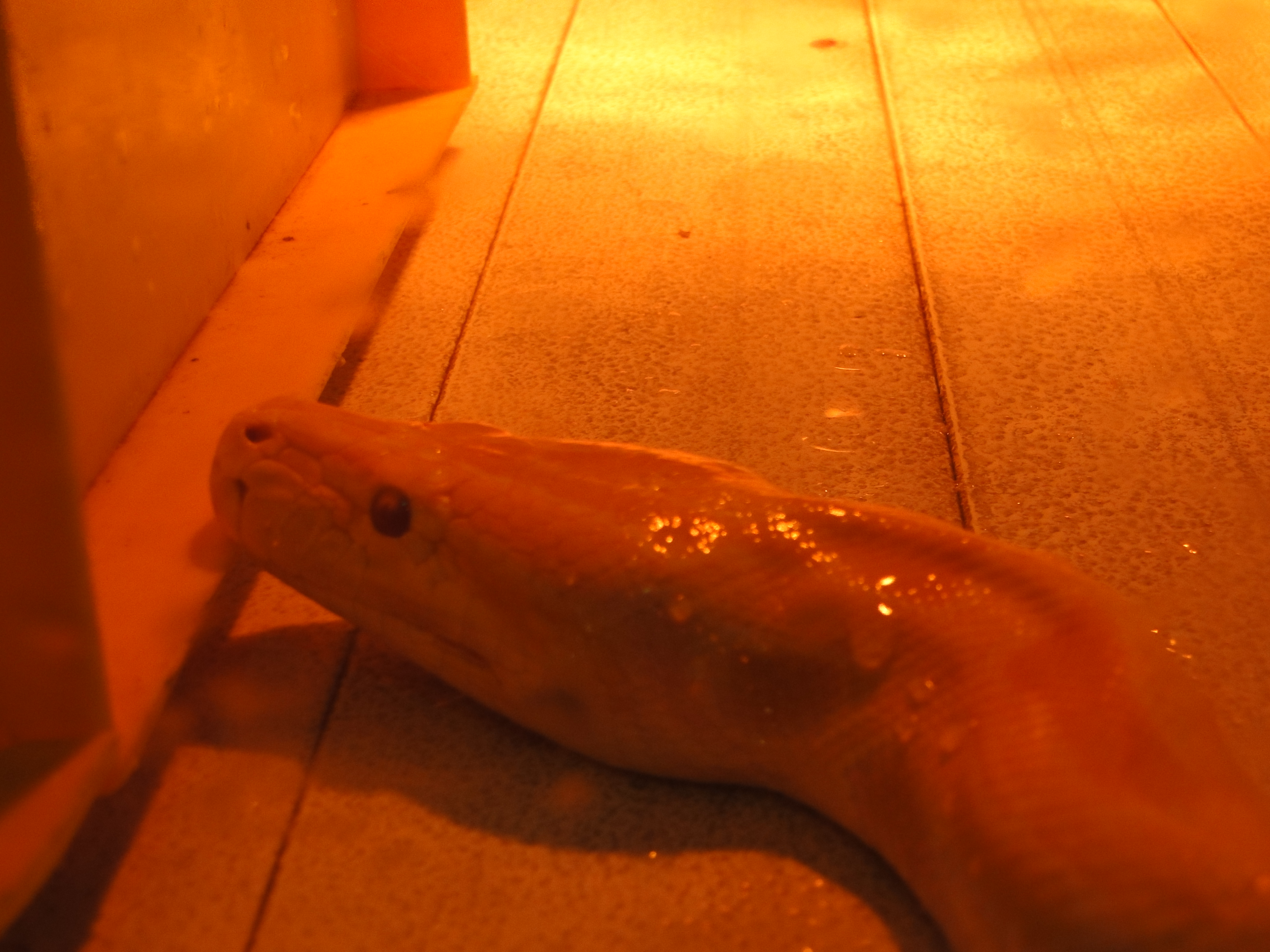
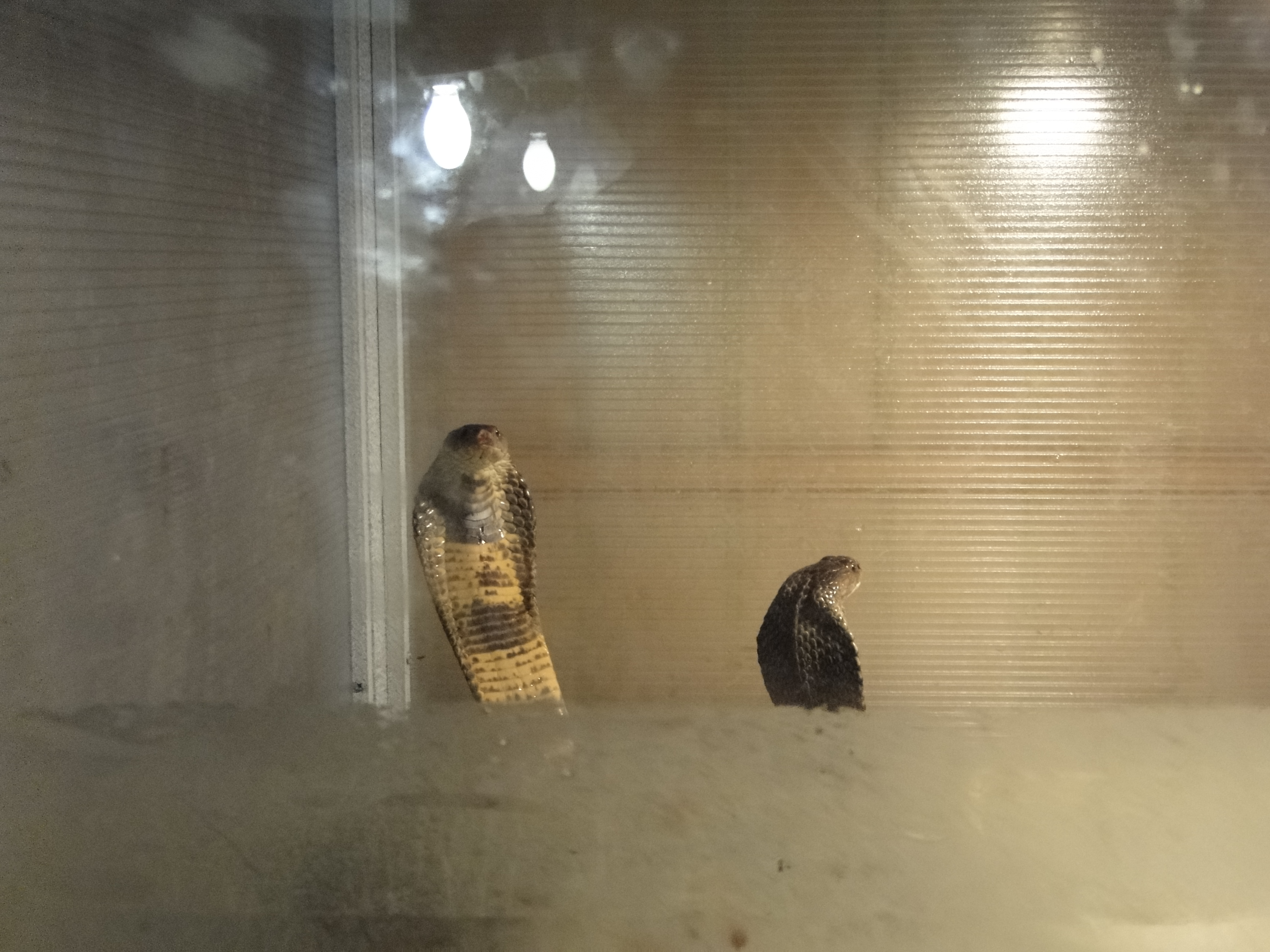
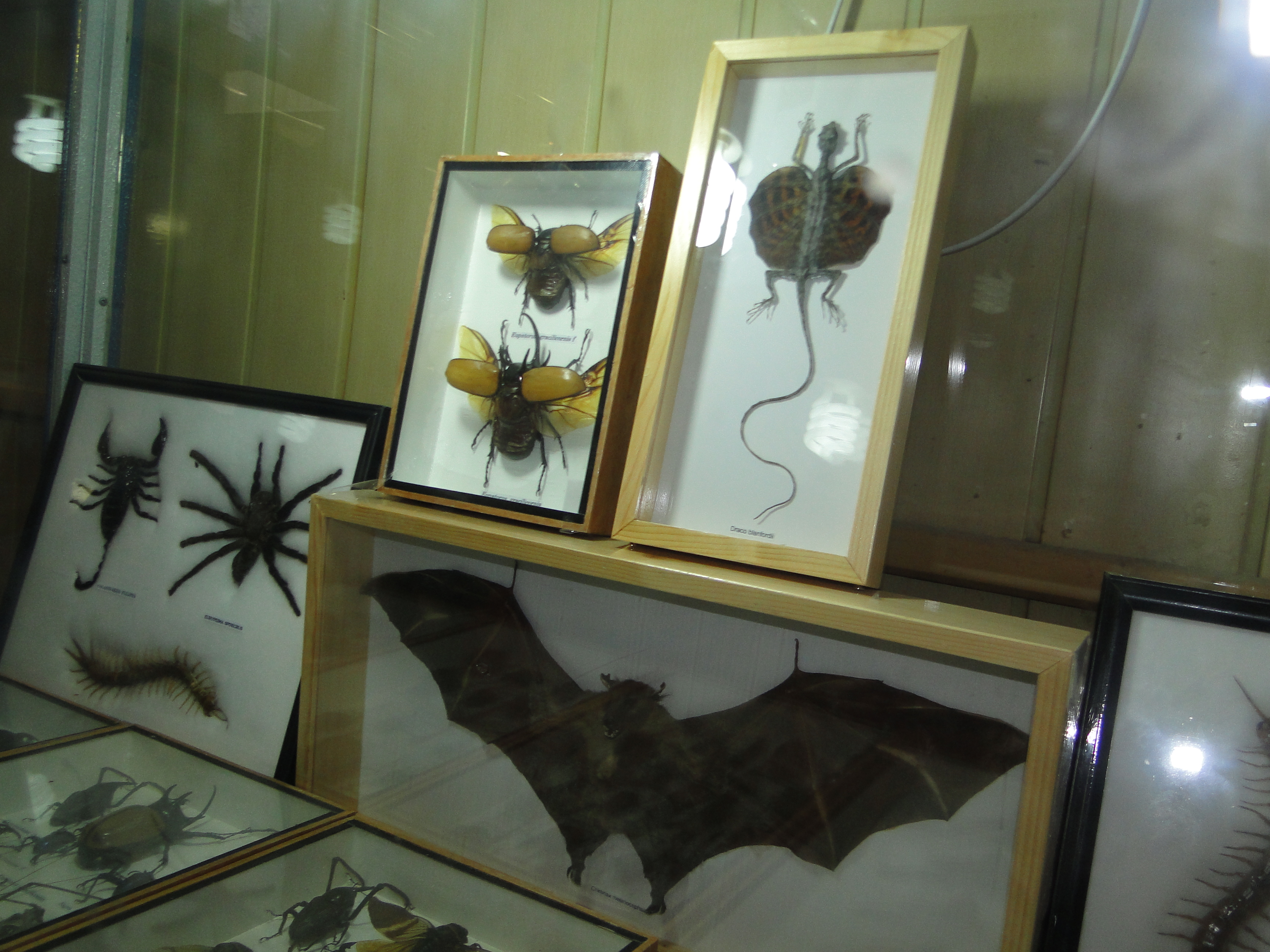
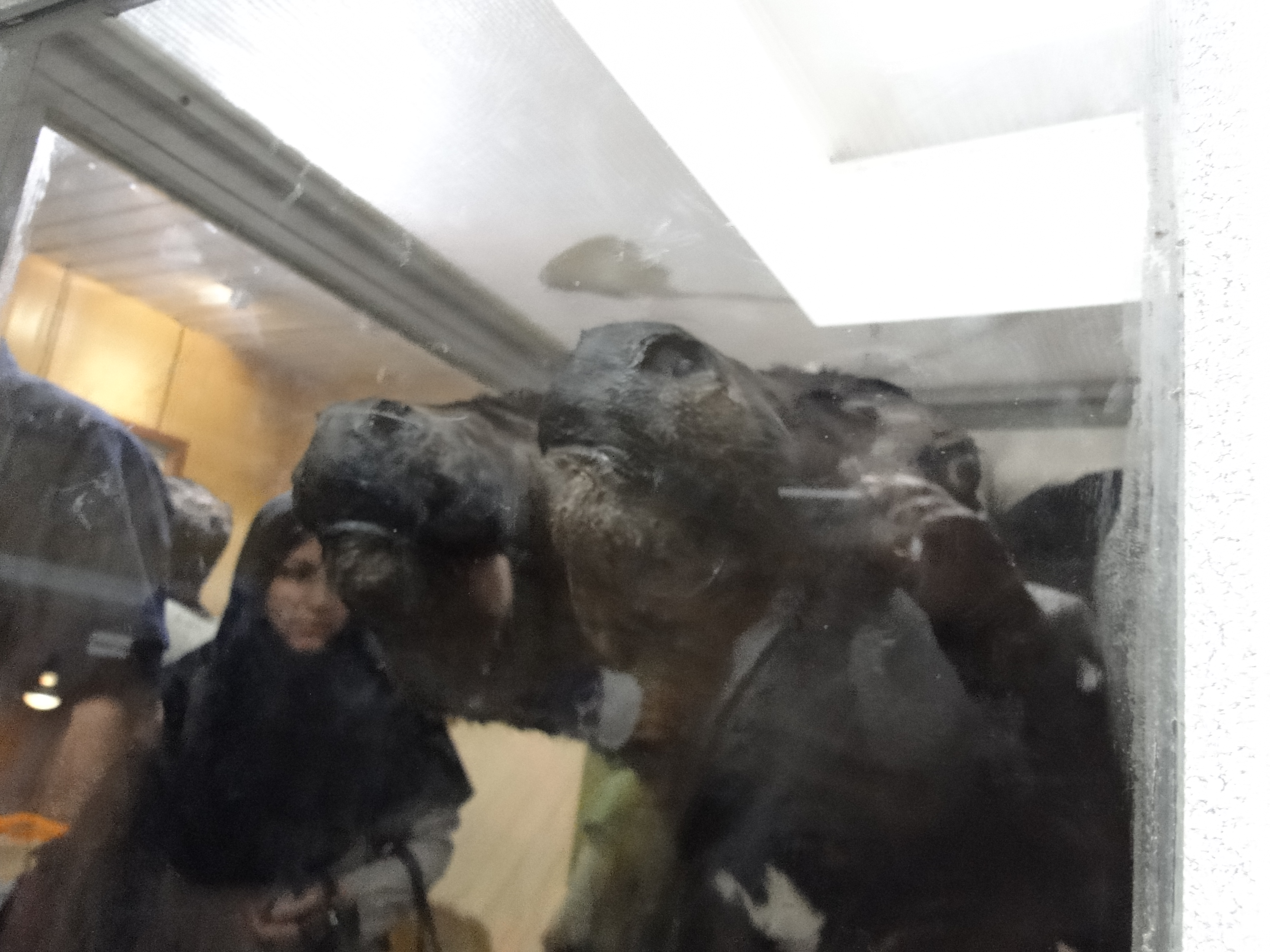
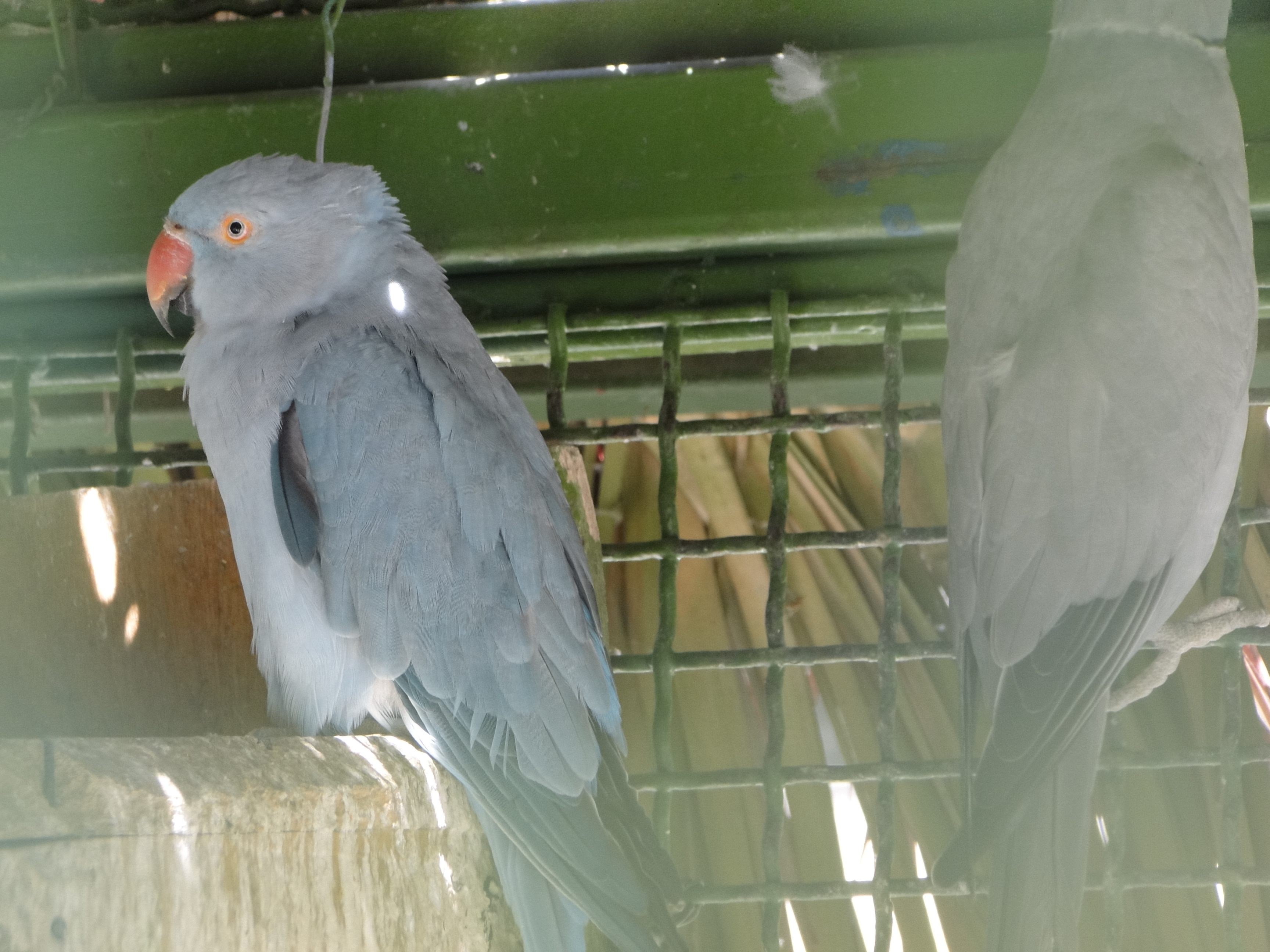
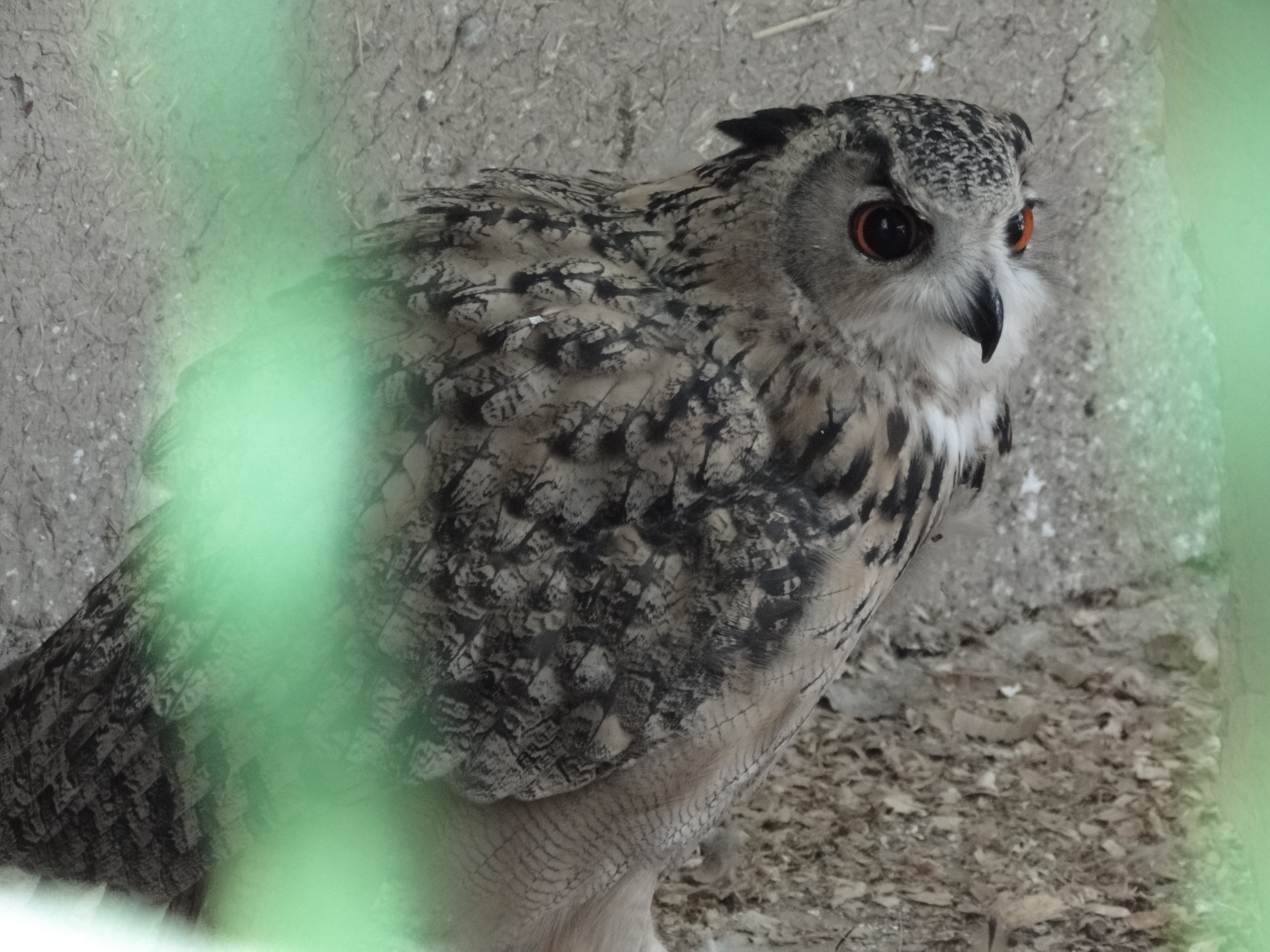
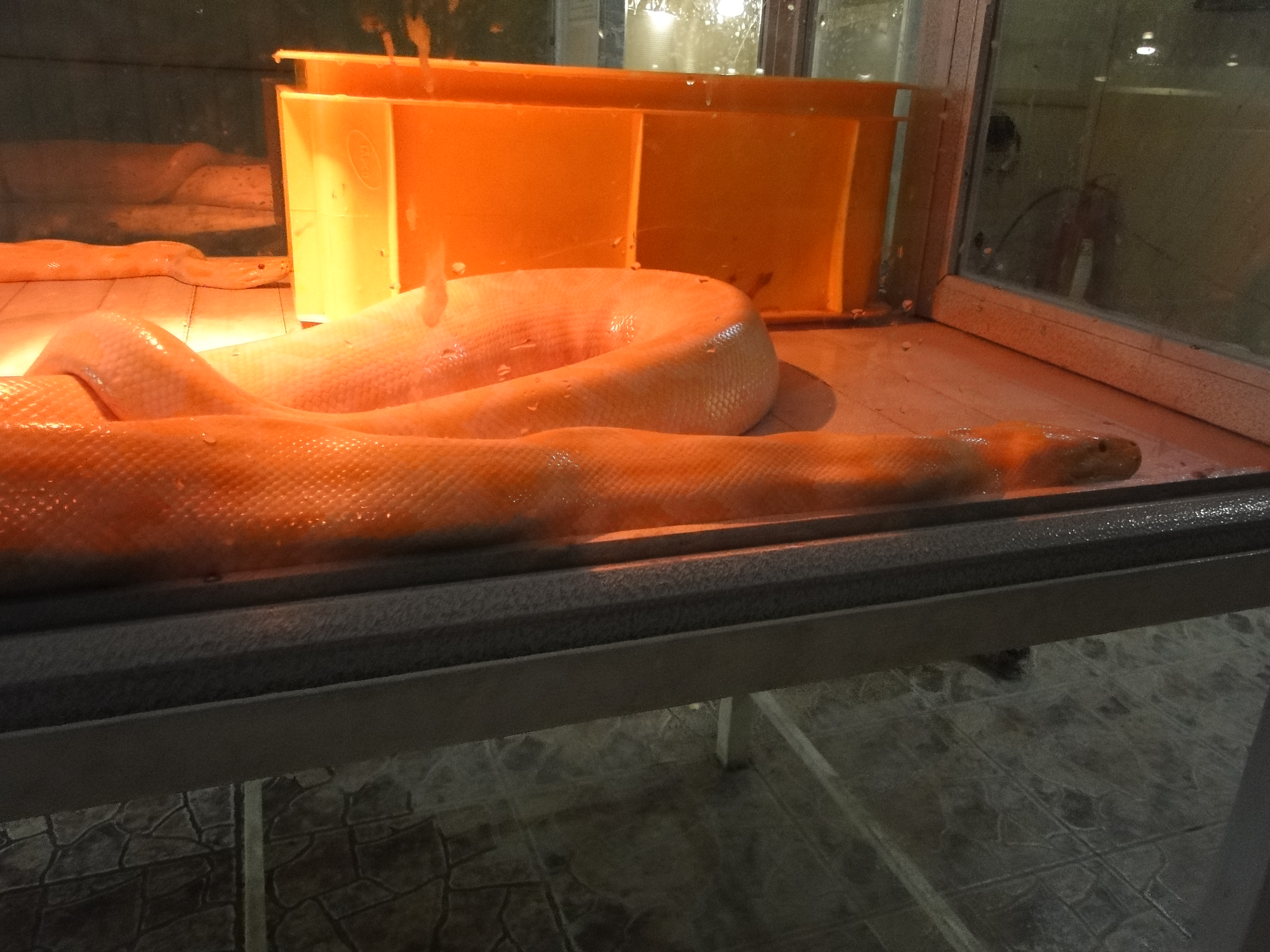
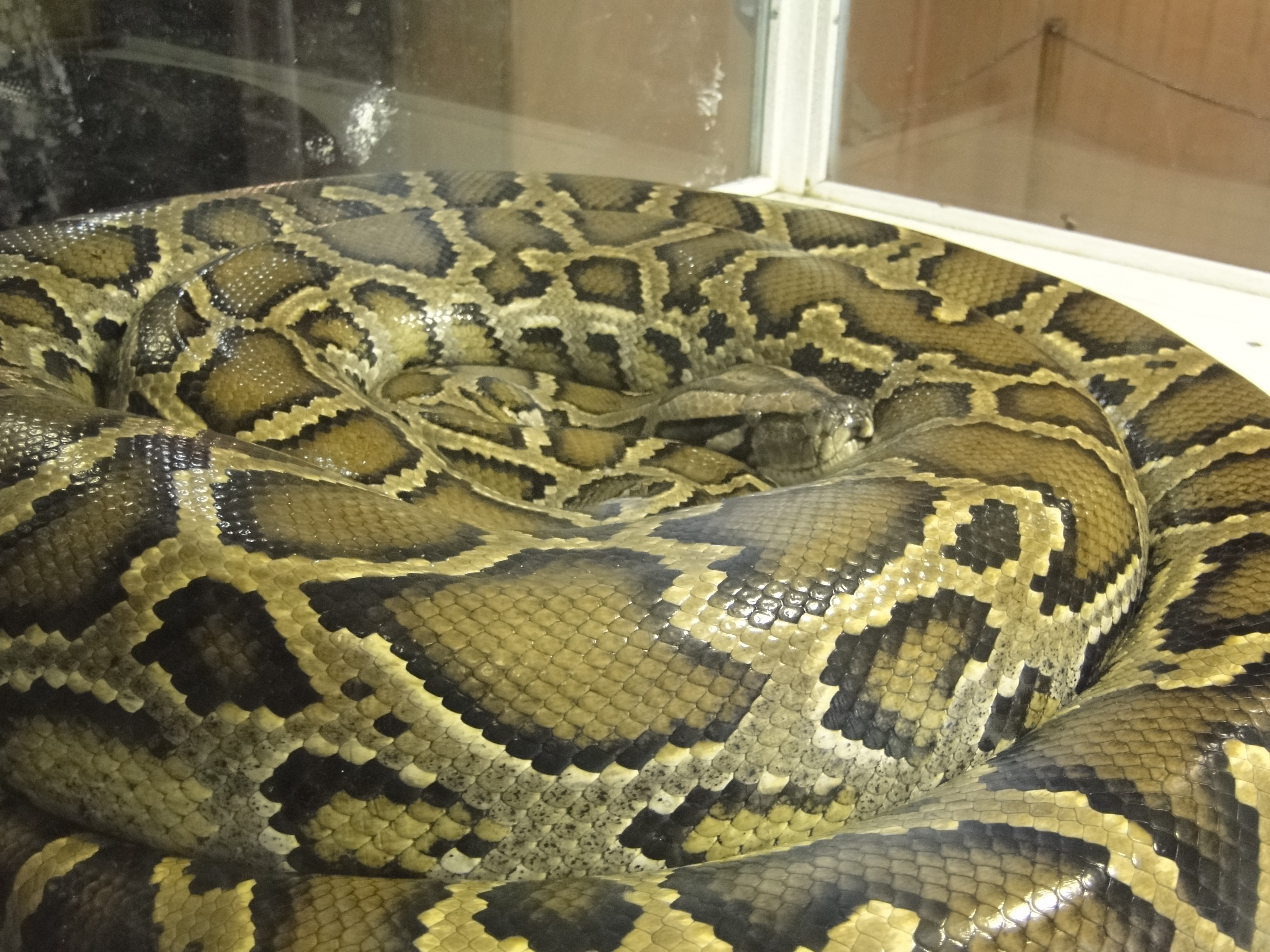
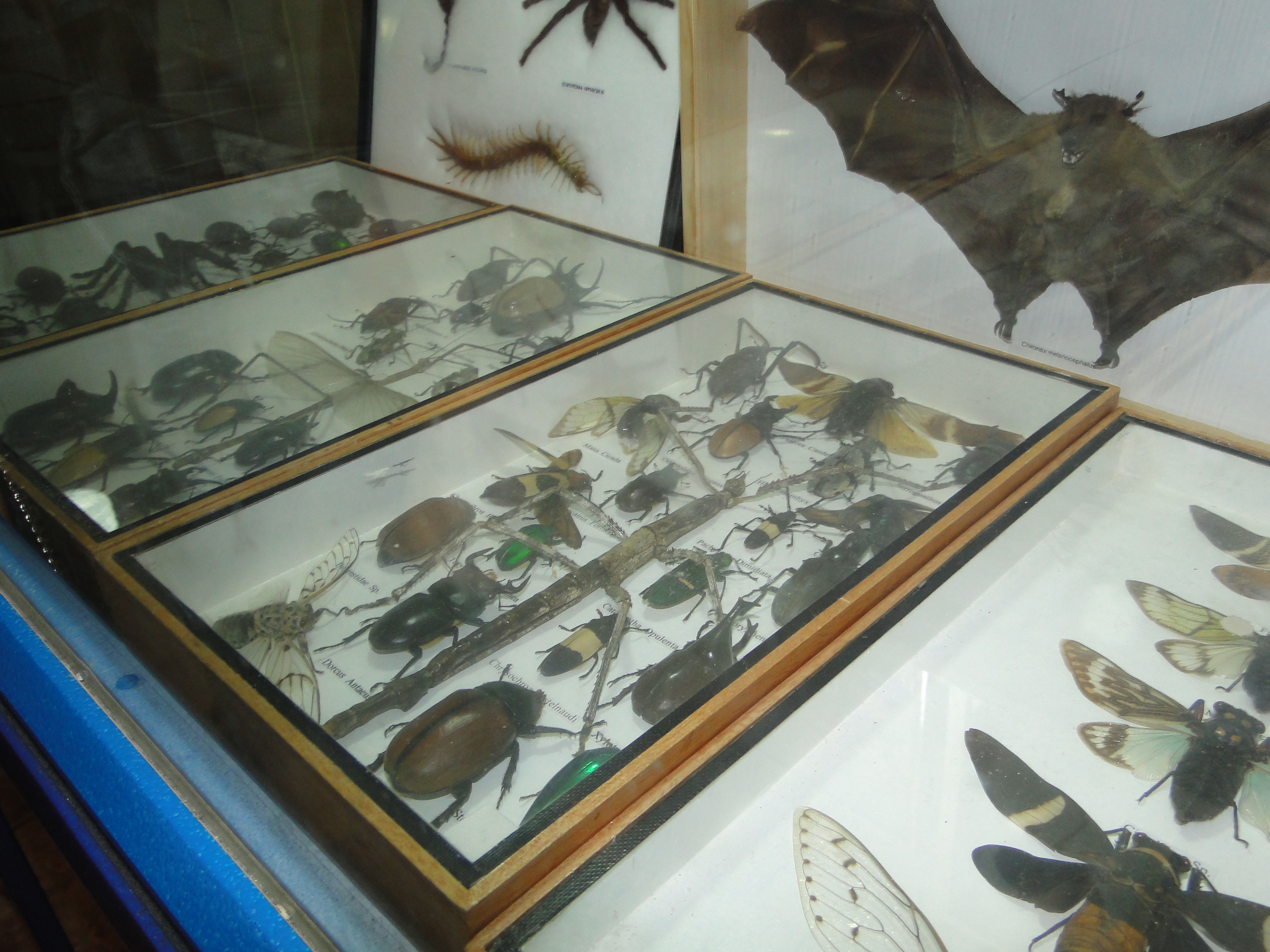
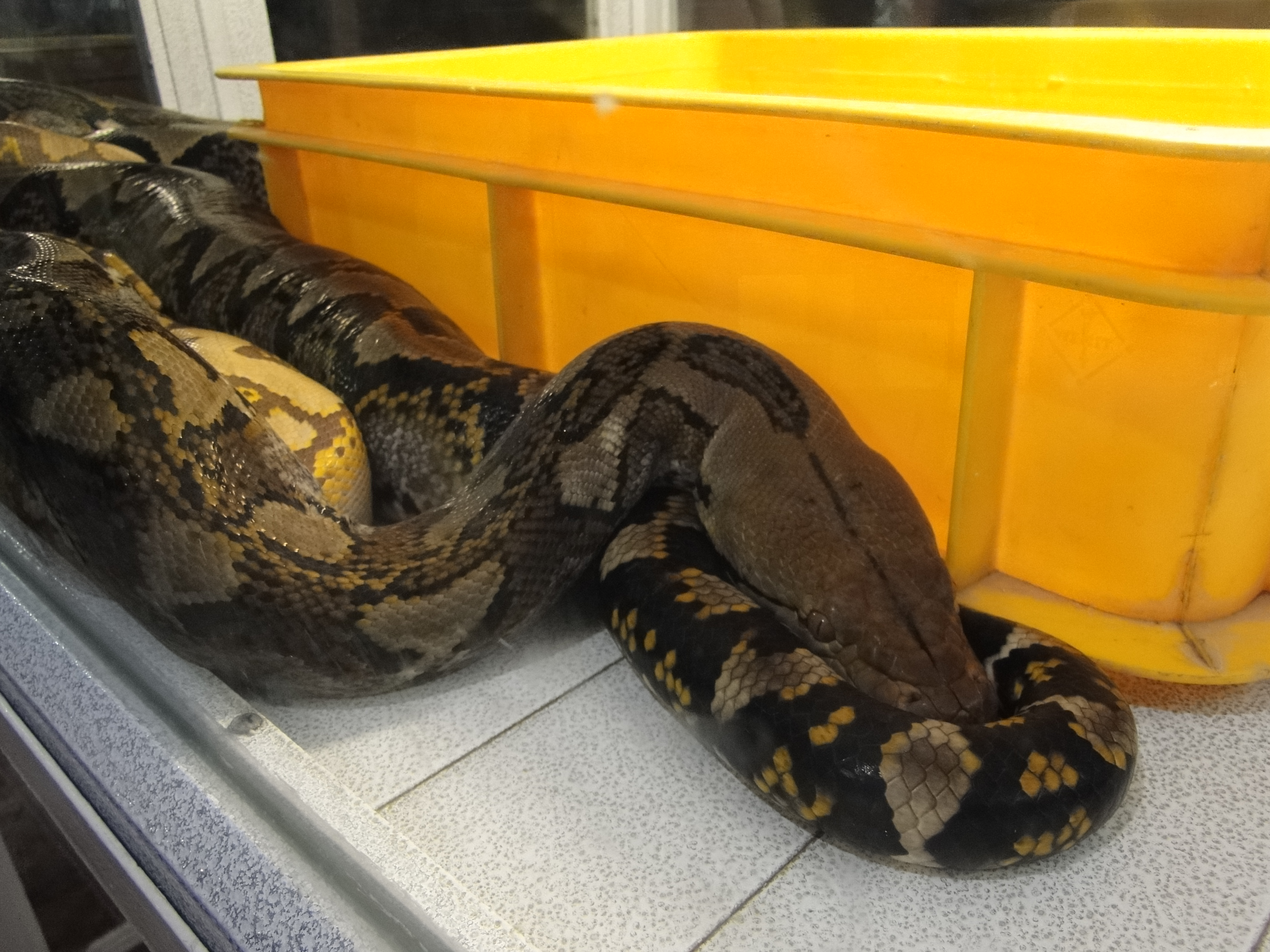
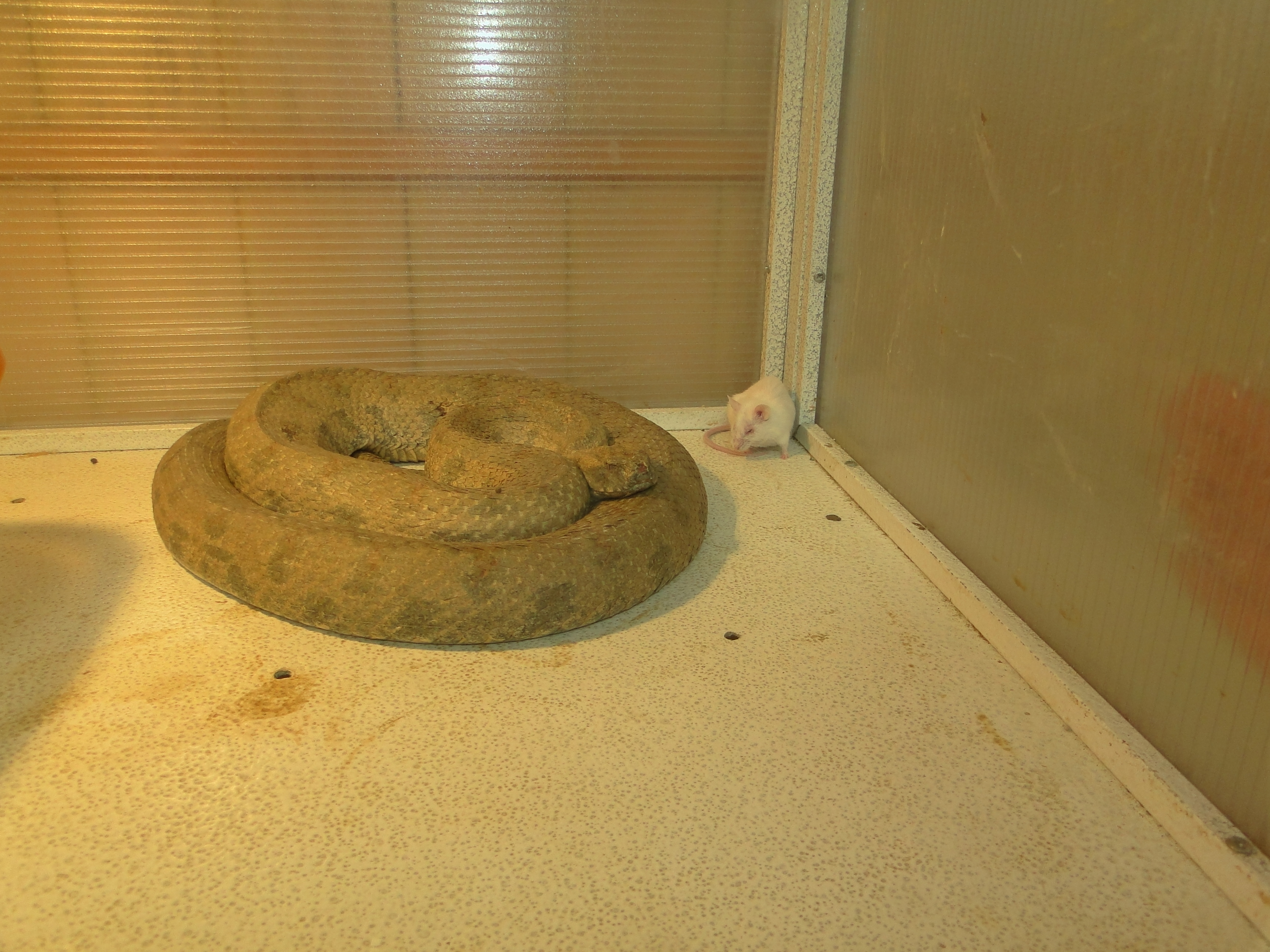
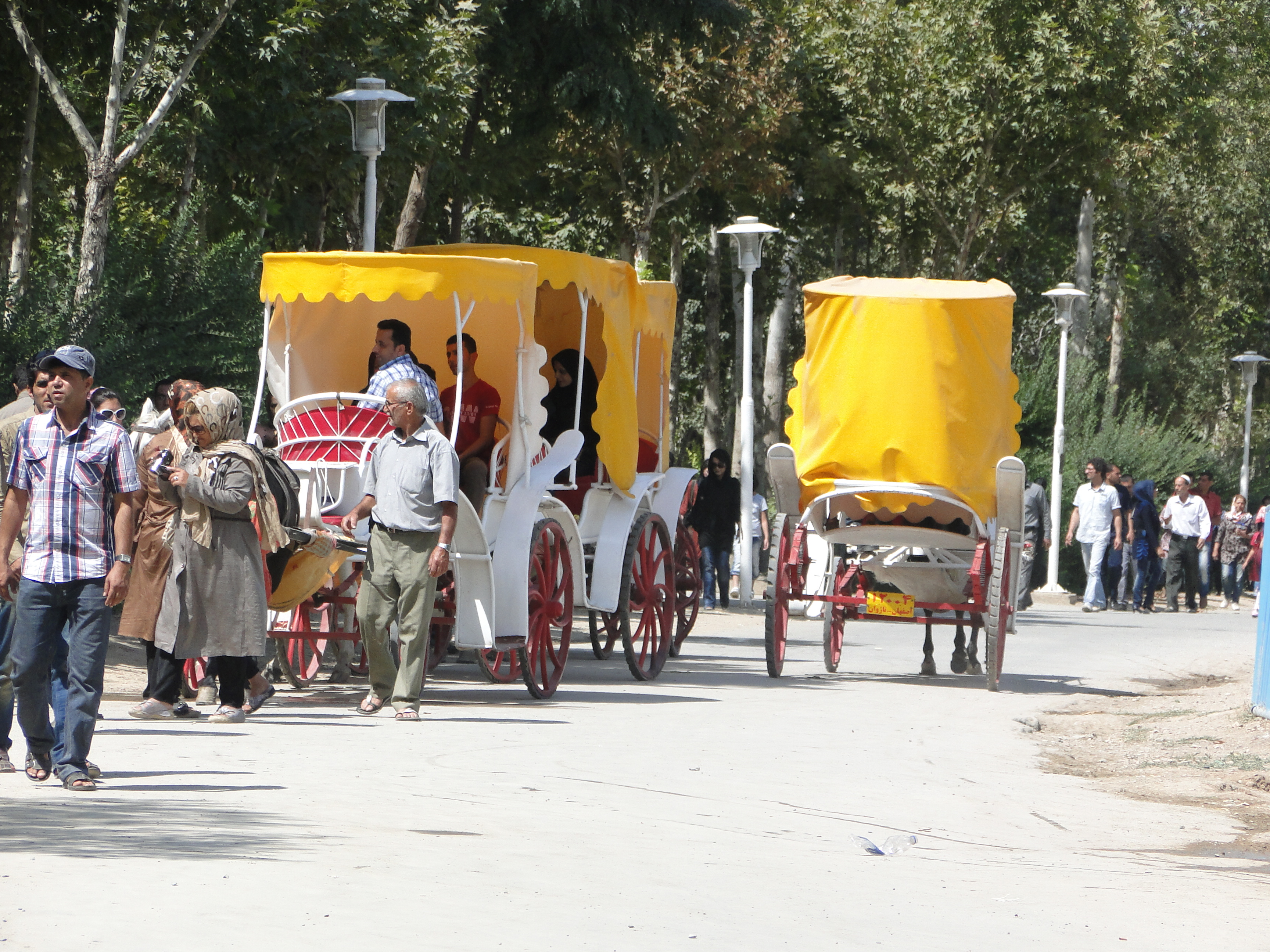
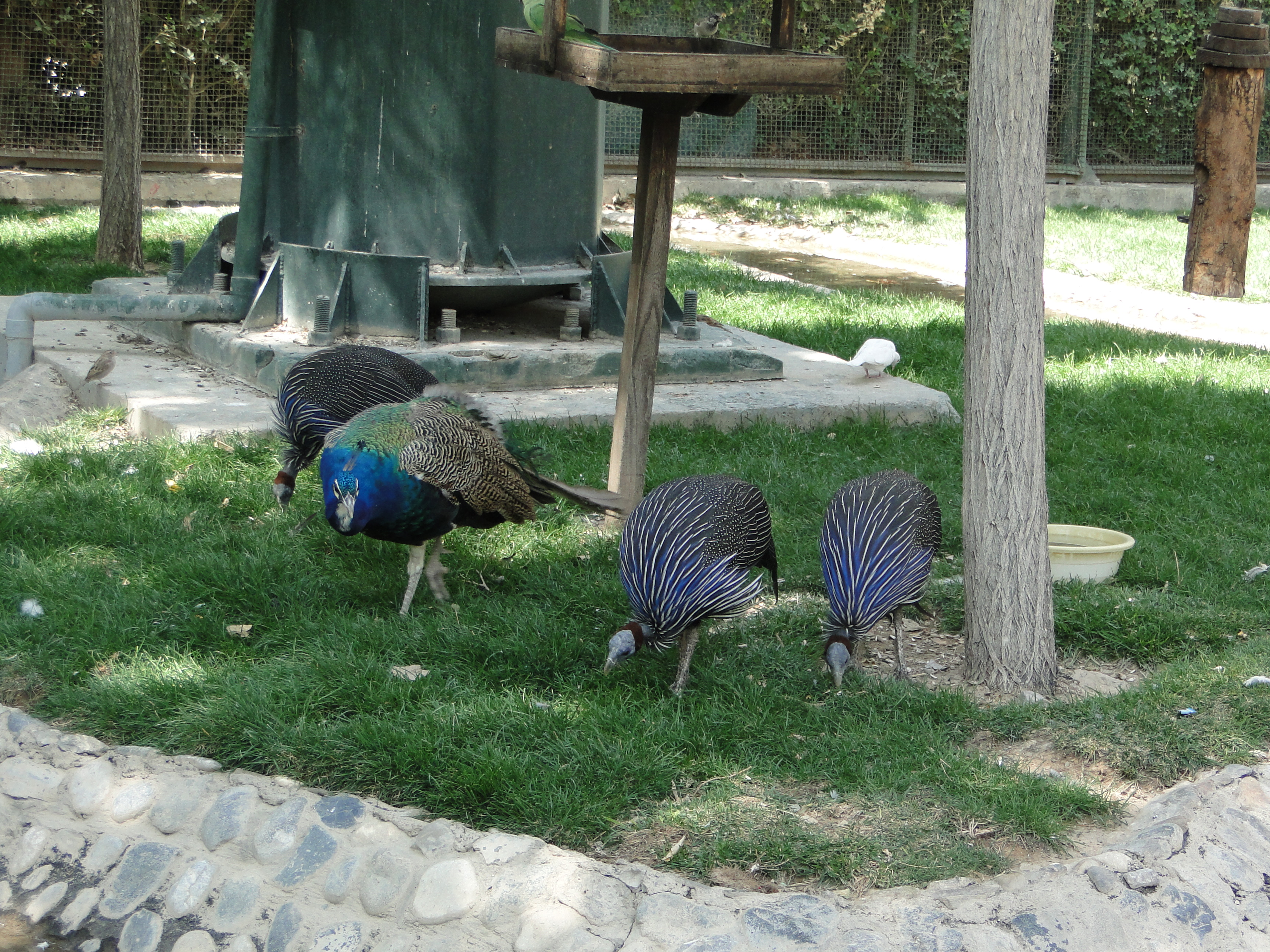
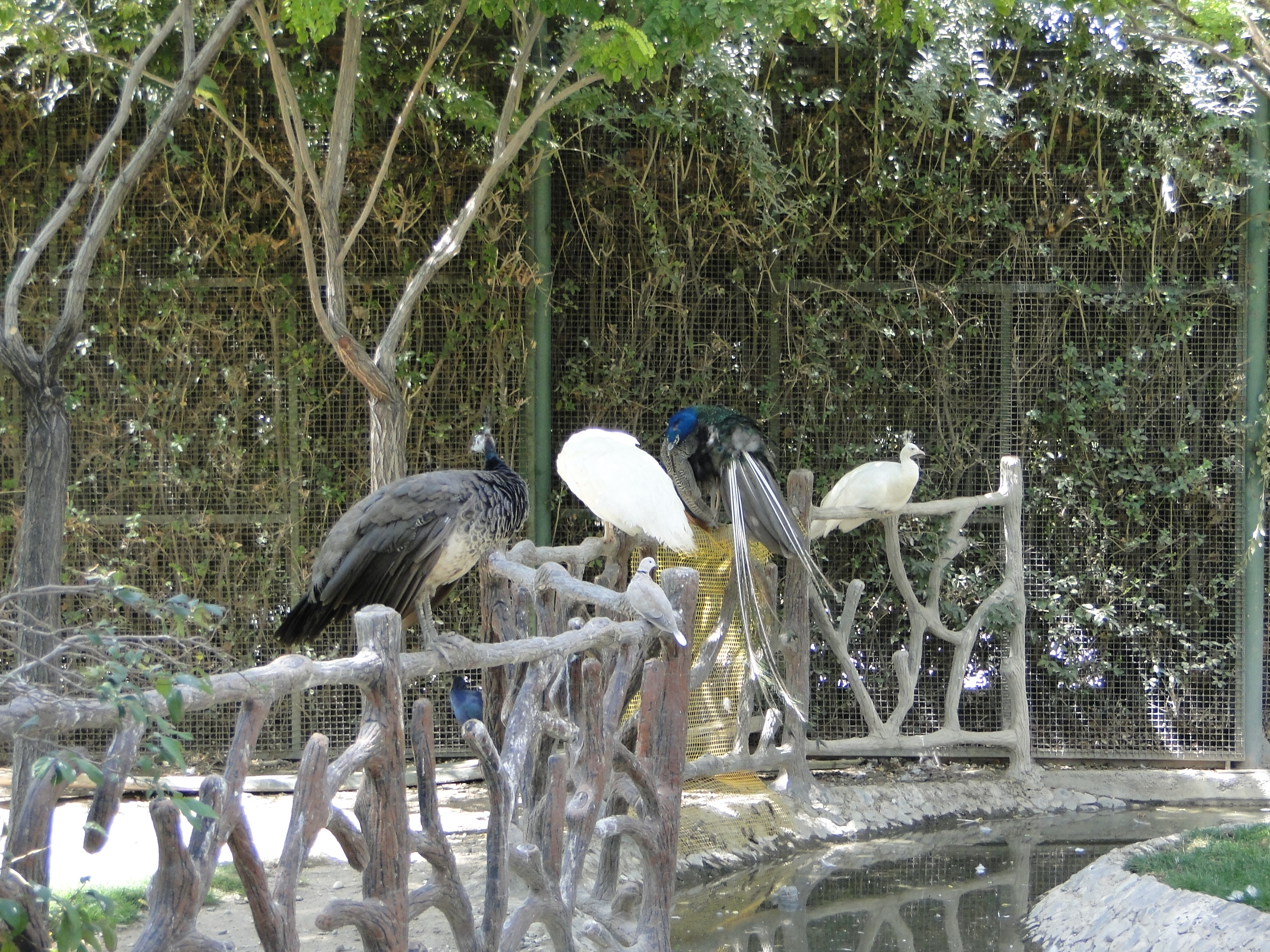
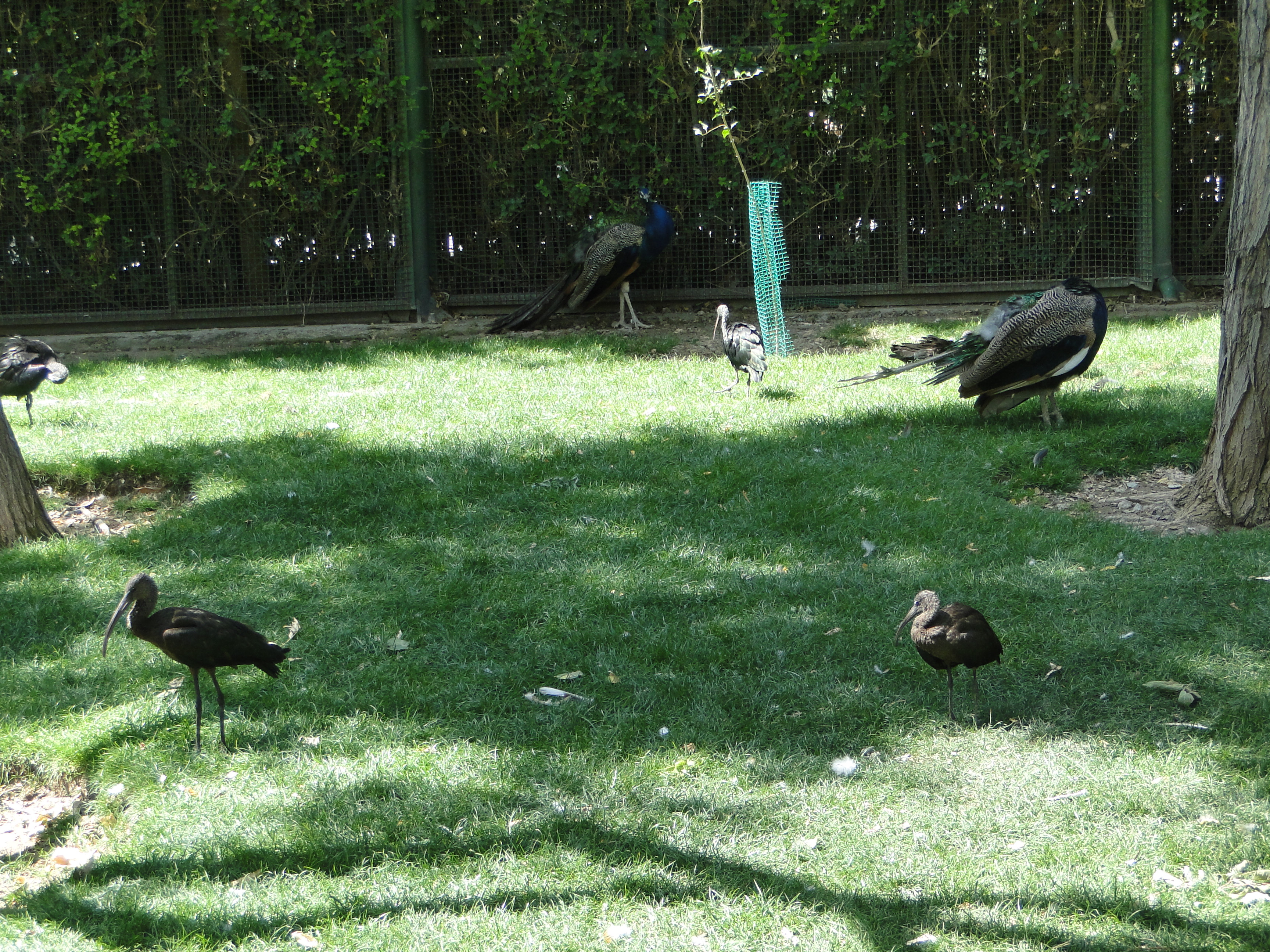
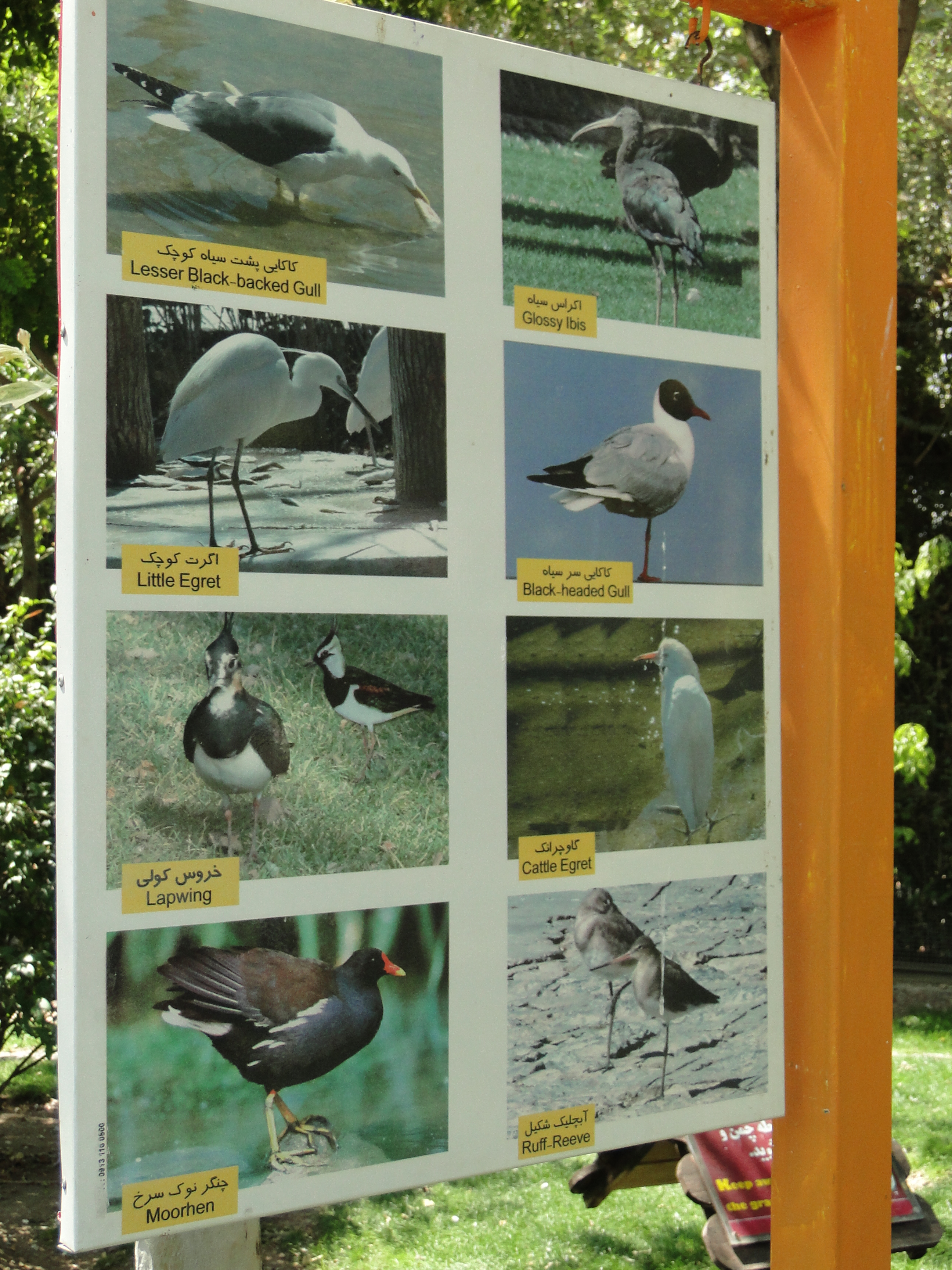
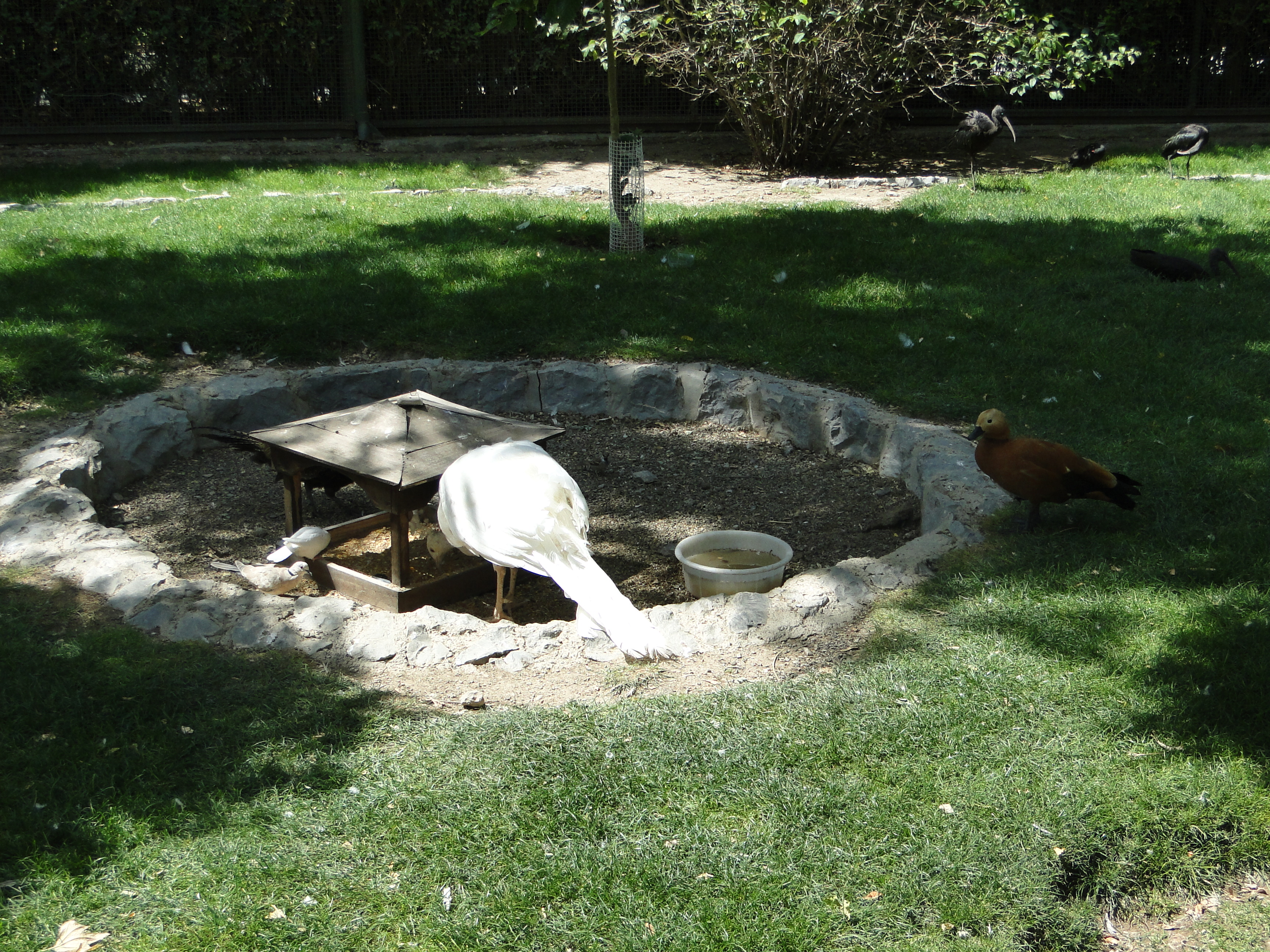
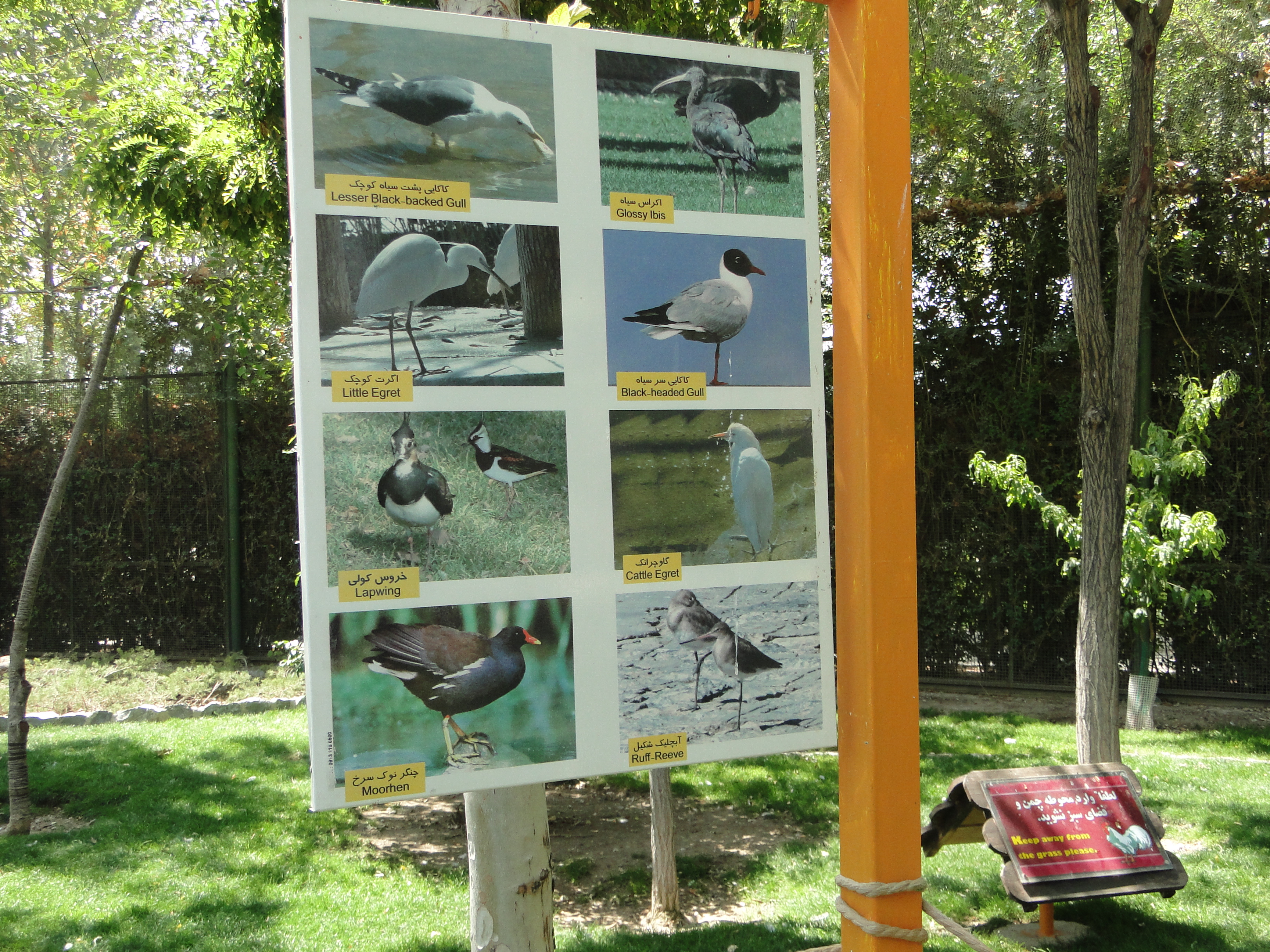
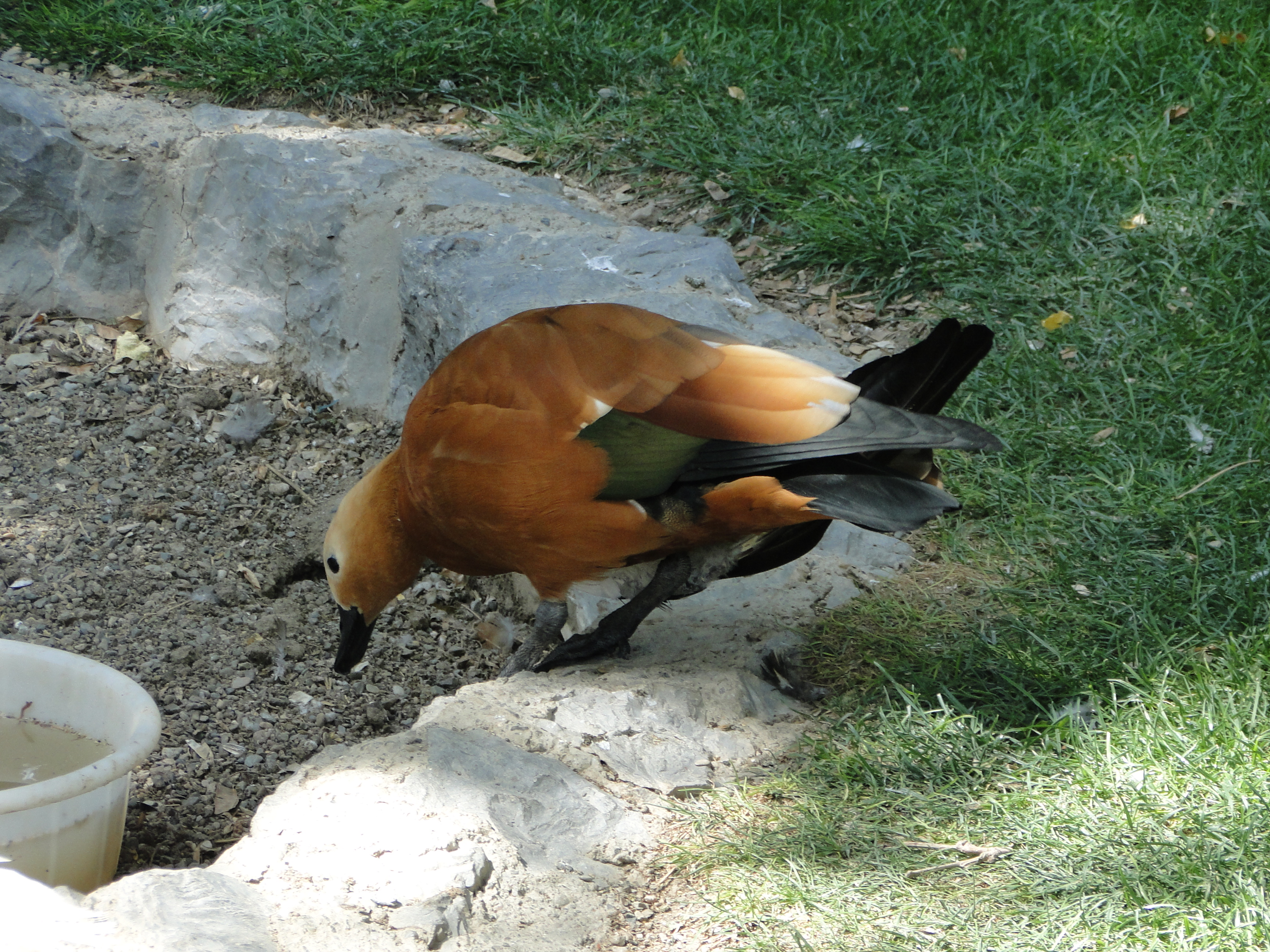
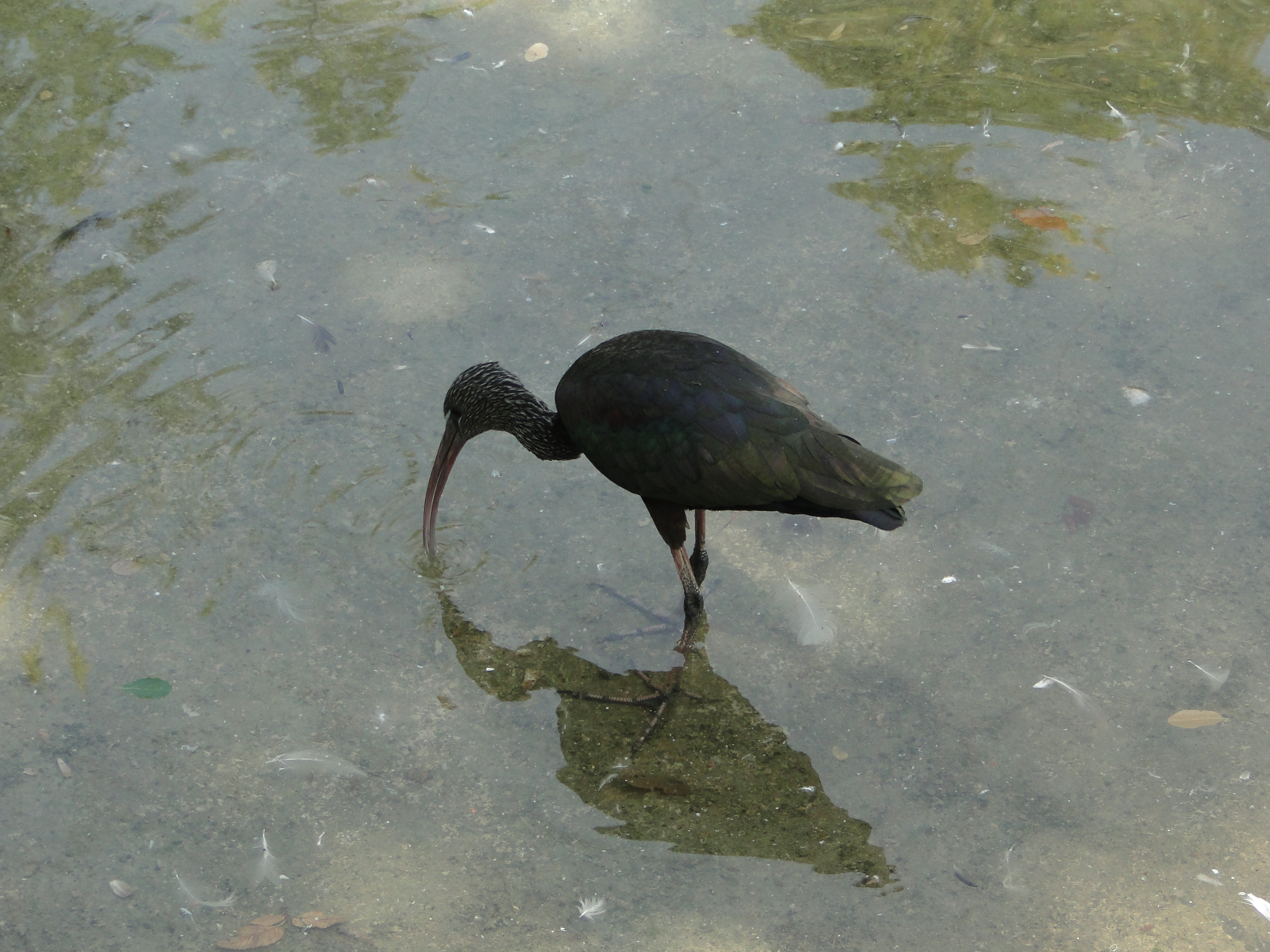
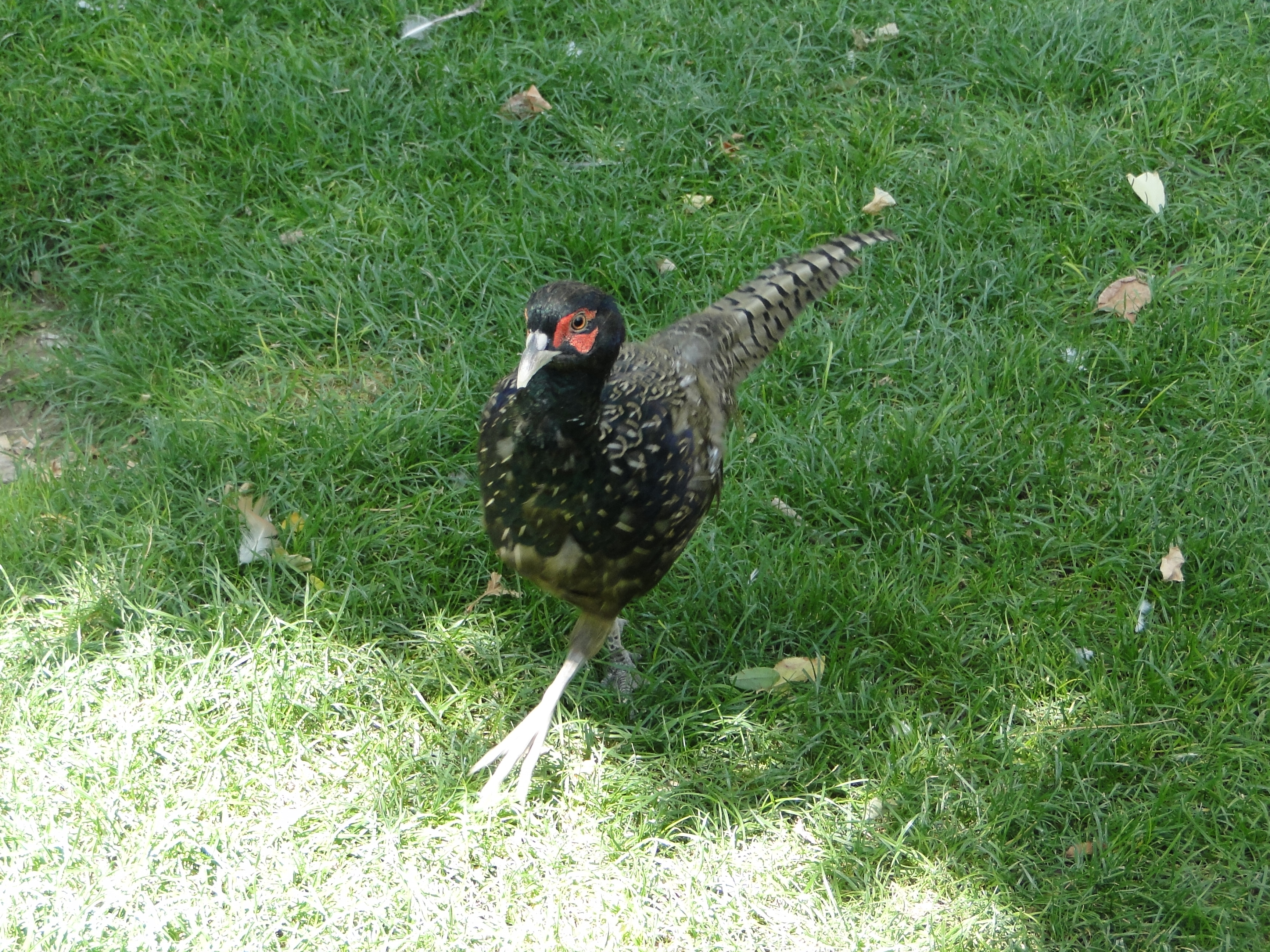
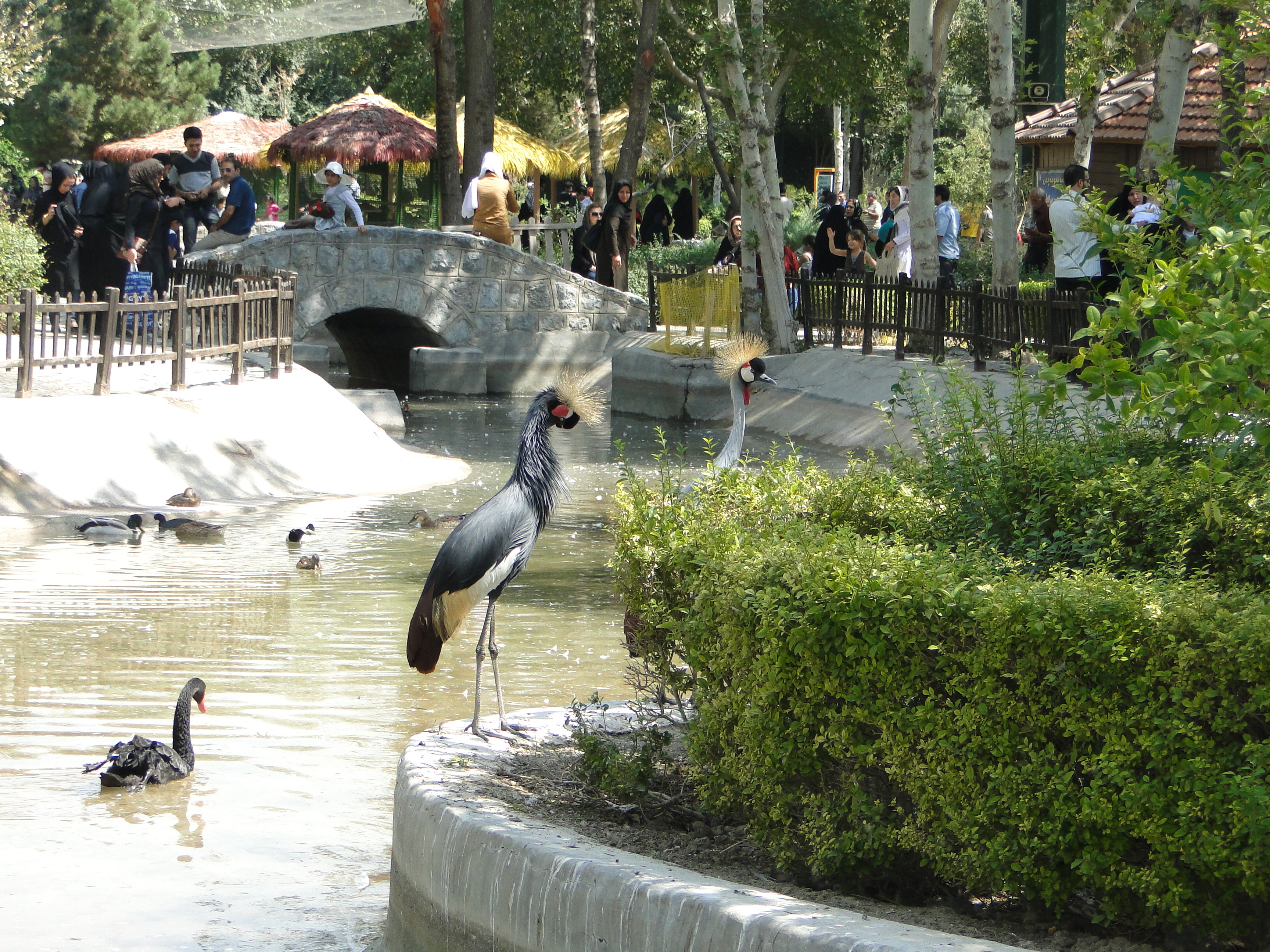